# اورسته گروسی
اورسته گروسی (انگلیسی: Oreste Grossi؛ ۱۴ مارس ۱۹۱۲ – ۱۶ فوریهٔ ۲۰۰۸) قایقران روئینگ اهل ایتالیا بود.
وی در مسابقات کشوری و بین‌المللی در مجموع برندهٔ ۱ مدال طلا، ۱ مدال نقره، ۱ مدال برنز شده‌است.